# 小村敏明
小村敏明，日本男性動畫導演。

## 人物簡介
1991年以動畫公司GALLOP製作的電視動畫《電腦小奇俠》、負責第5話的演出在動畫業界出道以來，多半參加東映動畫作品的製作。

## 主要參加作品

### 電視動畫
- 電腦小奇俠（日语：ゲンジ通信あげだま）（分鏡、演出）
- 恐龍星球（演出）
- （分鏡、演出）
- 天地無用！（分鏡、演出）
- 恐龍冒險記（日语：恐竜冒険記ジュラトリッパー）（演出）
- 快打旋風II V（演出）
- 宇宙小毛球（分鏡、演出）
- 秀逗魔導士NEXT（分鏡）
- 妖精狩獵者（分鏡、演出）
- 電光快車俠（分鏡）
- 大運動會（分鏡）
- BURN-UP EXCESS（分鏡）
- 金田一少年之事件簿（分鏡、演出）
- 魔法陣都市（分鏡）
- 怪獸農場 ～前往傳說之路～（日语：モンスターファーム (アニメ)）（分鏡、演出）
- 勝負師傳說 哲也（分鏡、演出）
- 爆裂戰士戰藍寶（演出）
- 金肉人II世（系列導演、演出）
- AIR MASTR（日语：エアマスター）（演出）
- 熱拳本色（系列導演、演出）
- 光之美少女（演出）
- 光之美少女 Max Heart（演出）
- 光之美少女 Splash Star（2006年－2007年，系列導演）
- Yes！光之美少女5（2007年－2008年，系列導演）
- Yes！光之美少女5 GoGo！（2008年－2009年，系列導演）
- FRESH光之美少女！（演出）
- Heartcatch 光之美少女！（演出）
- 熱拳本色1 影道篇（系列導演）
- 數碼寶貝合體戰爭（分鏡、演出）
- 美食獵人（分鏡、演出）
- 天雷爭霸：復仇者聯盟（系列導演）
- 虎面人W（系列導演）
- 屁屁偵探（演出）
- Healin' Good ♥ 光之美少女（分鏡）

### OVA
- Little Twins（日语：リトルツインズ）（1992年－1993年，原畫、演出助手）
- （1994年－1995年，導演）
- 櫻花通信（1997年，分鏡、演出）

### 電影動畫
- 劇場版 金肉人II世（導演）
- 金肉人II世：MUSCLE人參爭奪！超人大戰爭（導演）
- BUDDHA2 手塚治虫的佛陀 -無盡的旅程-（導演）

## 相關項目
- 日本動畫師列表

## 外部連結
- 小村敏明 （页面存档备份，存于） （日語）－allcinema（日语：allcinema）
- （日語）－2014年2月9日建立，依日文版維基內容編輯。